# فيليس كونستانس وليامز
فيليس كونستانس وليامز (بالإنجليزية: Phyllis Constance Williams)‏ هي مغنية نيوزيلندية، ولدت في 31 مارس 1905، وتوفيت في 26 يوليو 1993.